# Česko na Halovém mistrovství světa v atletice 2010
Halového MS v atletice 2010 se ve dnech 12. – 14. března účastnilo 21 českých atletů (12 mužů a 9 žen). Jednadvacátým členem reprezentačního týmu byl běžec Richard Svoboda , který byl případným náhradníkem pro štafetový běh na 4 × 400 metrů. Šampionát se uskutečnil v katarském Dauhá v hale Aspire Dome.
Čeští atleti se z dějiště šampionátu vrátili původně bez medaile. S obdobnou bilancí se naposledy vrátila výprava z halového MS 1993 v Torontu a z HMS 2008.
Vícebojař Roman Šebrle se šampionátu účastnil díky divoké kartě, kterou společně s Američanem Bryanem Clayem dostal od IAAF. Nejlepšího umístění dosáhla ženská štafeta v běhu na 4 × 400 metrů, která startovala ve složení Denisa Rosolová, Jitka Bartoničková, Zuzana Bergrová a Zuzana Hejnová. Ve finále doběhly těsně pod stupni vítězů, na 4. místě. Bronzové medaile původně vybojovalo jamajské kvarteto ve složení Bobby-Gaye Wilkinsová, Clora Williamsová, Davita Prendergastová a Novlene Williamsová-Millsová. První jmenovaná však měla pozitivní dopingový nález na zakázané látky a IAAF v prosinci roku 2010 definitivně přiřkla bronzové medaile českému kvartetu.
Hned čtveřice atletů skončila ve finále na 5. místě. Tohoto výsledku dosáhl běžec Jakub Holuša, překážkář Petr Svoboda, Roman Šebrle v sedmiboji a tyčkařka Jiřina Ptáčníková.

## Výsledky

### Muži

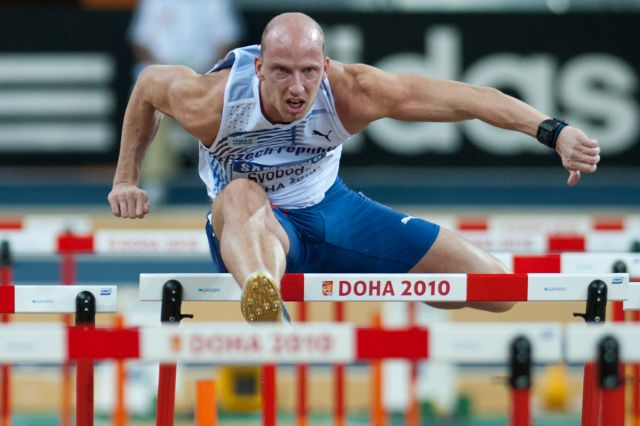
Petr Svoboda (HMS 2010)

| Atlet                                              | Disciplína    | Kvalifikace | Kvalifikace | Rozběh  | Rozběh   | Semifinále  | Semifinále  | Finále       | Finále       |
| Atlet                                              | Disciplína    | Výkon       | Umístění    | Výkon   | Umístění | Výkon       | Umístění    | Výkon        | Umístění     |
| -------------------------------------------------- | ------------- | ----------- | ----------- | ------- | -------- | ----------- | ----------- | ------------ | ------------ |
| Jakub Holuša                                       | 800 m         |             |             | 1:50,64 | 15.      | 1:51,08     | 8.          | 1:47,28      | 5.           |
| Martin Mazáč                                       | 60 m přek.    |             |             | 7,97 s  | 25.      | nepostoupil | nepostoupil | –            | –            |
| Petr Svoboda                                       | 60 m přek.    |             |             | 7,75 s  | 10.      | 7,60 s      | 4.          | 7,58 s       | 5.           |
| Jiří Vojtík Josef Prorok Pavel Jiráň Theodor Jareš | 4 × 400 m     |             |             | 3:09,76 | 7.       |             |             | nepostoupili | nepostoupili |
| Jaroslav Bába                                      | Skok do výšky | 2,23 m      | 11. =       |         |          |             |             | nepostoupil  | nepostoupil  |
| Michal Balner                                      | Skok o tyči   | 5,60 m      | 1. =        |         |          |             |             | 5,45 m       | 6. =         |
| Jan Marcell                                        | Vrh koulí     | 20,04 m     | 12.         |         |          |             |             | nepostoupil  | nepostoupil  |

Sedmiboj
| Roman Šebrle  | Sedmiboj    |          |       |          |
| Roman Šebrle  | Disciplína  | Výsledek | Body  | Umístění |
| ------------- | ----------- | -------- | ----- | -------- |
|               | Běh na 60 m | 7,20 s   | 813   | 6.       |
| Skok daleký   | 7,49 m      | 932      | 2.    |          |
| Vrh koulí     | 15,70 m     | 833      | 2.    |          |
| Skok do výšky | 2,09 m      | 887      | 3.    |          |
| 60 m přek.    | 8,30 s      | 908      | 6.    |          |
| Skok o tyči   | 4,80 m      | 849      | 5.    |          |
| Běh na 1000 m | 2:46,55     | 802      | 5.    |          |
| Celkově       |             |          | 6 024 | 5.       |

### Ženy
| Atletka                                                           | Disciplína    | Kvalifikace | Kvalifikace | Rozběh       | Rozběh   | Semifinále   | Semifinále   | Finále       | Finále           |
| Atletka                                                           | Disciplína    | Výkon       | Umístění    | Výkon        | Umístění | Výkon        | Umístění     | Výkon        | Umístění         |
| ----------------------------------------------------------------- | ------------- | ----------- | ----------- | ------------ | -------- | ------------ | ------------ | ------------ | ---------------- |
| Zuzana Hejnová                                                    | 400 m         |             |             | 53,56 s      | 12.      | nepostoupila | nepostoupila | –            | –                |
| Denisa Rosolová                                                   | 400 m         |             |             | 52,75 s (PB) | 6.       | 52,92 s      | 11.          | nepostoupila | nepostoupila     |
| Lenka Masná                                                       | 800 m         |             |             | 2:03,59      | 7.       |              |              | nepostoupila | nepostoupila     |
| Lucie Škrobáková                                                  | 60 m přek.    |             |             | 8,09 s       | 10.      | 8,13 s       | 13.          | nepostoupila | nepostoupila     |
| Denisa Rosolová Jitka Bartoničková Zuzana Bergrová Zuzana Hejnová | 4 × 400 m     |             |             |              |          |              |              | 3:30,05      | Bronzová medaile |
| Iva Straková                                                      | Skok do výšky | 1,92 m      | 4.          |              |          |              |              | 1,91 m       | 9.               |
| Jiřina Ptáčníková                                                 | Skok o tyči   | 4,45 m      | 7.          |              |          |              |              | 4,60 m (PB)  | 5.               |
| Pavla Rybová                                                      | Skok o tyči   | 4,20 m      | 15.         |              |          |              |              | nepostoupila | nepostoupila     |